# ルネッサンスタワー上野池之端

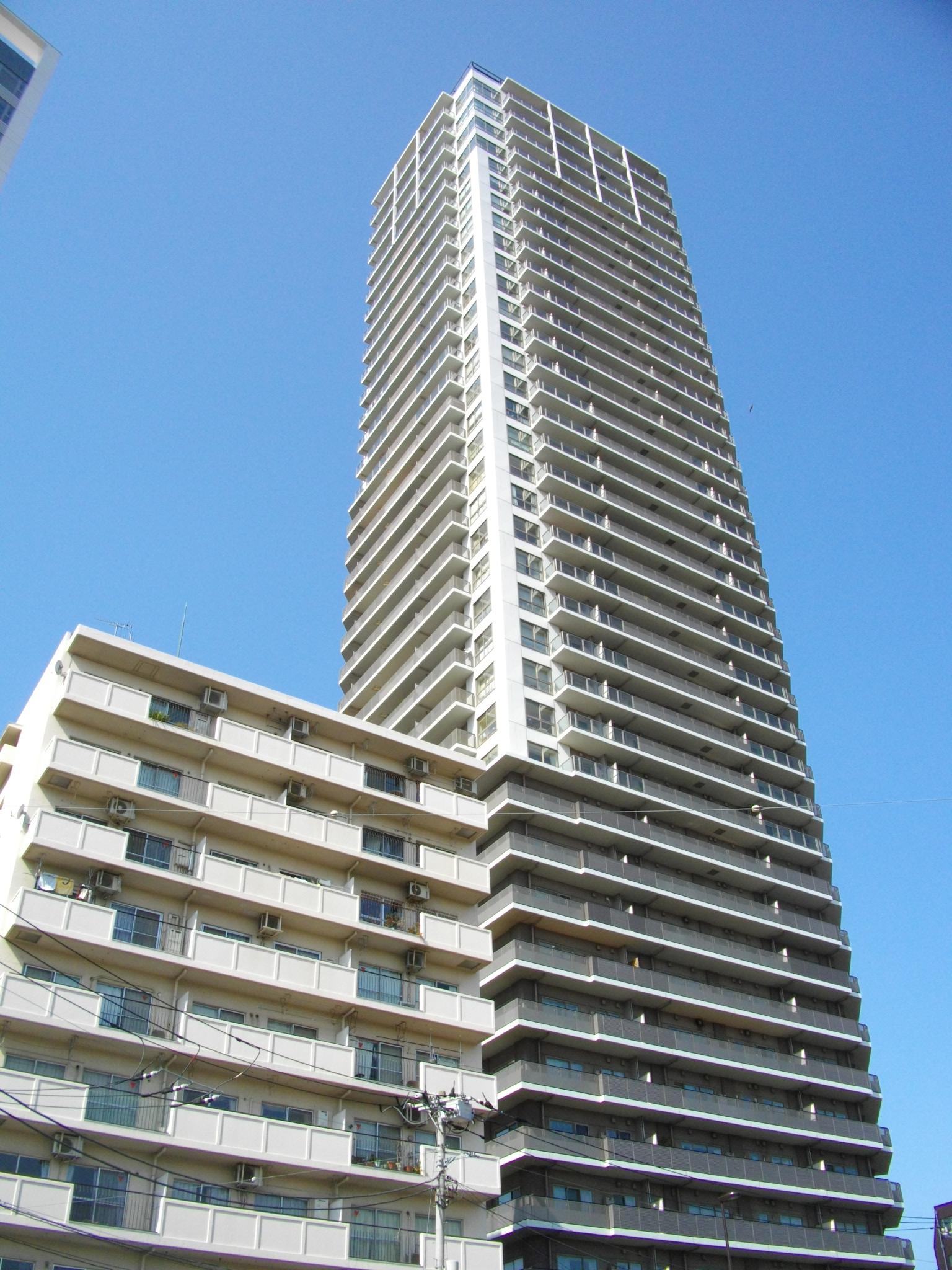
ルネッサンスタワー上野池之端

ルネッサンスタワー上野池之端（ルネッサンスタワーうえのいけのはた）は、東京都台東区池之端二丁目にある38階建ての超高層マンションである。

## 概要
不忍池沿いの松坂屋配送センター跡地に2005年（平成17年）1月に竣工した38階建ての超高層マンションである。不忍池周辺ではソフィテル東京（解体され現存せず。現在はパークタワー上野池之端が建つ。）に次いで誕生した超高層建築物であり、低層建築物の多い周辺エリアのランドマーク的存在であった。本マンション竣工後、ソフィテル東京跡地やシティタワー上野池之端、ブリリアタワー上野池之端、東京大学医学部附属病院など、不忍池周辺では超高層建築物が相次いで建設されている。上野恩賜公園の不忍池から北西方向すぐの場所に位置し、西側に東京大学本郷キャンパスがある。
事業主（売主）は以下の通り。
- 株式会社サンウッド　（本マンション近隣では「サンウッド文京千駄木フラッツ」等を分譲。）
- 東急不動産株式会社　（本マンション近隣では「東急ドエルアルス根津」等を分譲。）
- 東京建物株式会社　　（本マンション近隣では「ブリリアタワー上野池之端」等を分譲。）

## 構造
地上38階・塔屋1階・地下2階の鉄筋コンクリート造（制震構造）で、総戸数は308戸。最高部高さ136.50m、軒高133.50m。

## 施工
株式会社竹中工務店

## アクセス
- 東京メトロ千代田線 根津駅 徒歩4分
- 都営地下鉄大江戸線 上野御徒町駅 徒歩12分
- 東京メトロ南北線 東大前駅、東京メトロ銀座線 上野広小路駅、 東京メトロ日比谷線・京成本線 上野駅 徒歩13分
- JR山手線 上野駅 徒歩15分

## 近隣施設
- 旧岩崎邸庭園
- 恩賜上野動物園
- 不忍池
- 東京国立博物館
- 松坂屋上野店
- PARCO_ya上野（パルコヤ上野）
- TOHOシネマズ上野
- atre上野（アトレ上野）
- 東京大学
- 東京藝術大学
- 国立西洋美術館
- 東京都美術館
- 国立科学博物館
- 東京文化会館
- 上野の森美術館
- 国立国会図書館国際子ども図書館
- 公益財団法人三菱経済研究所付属三菱史料館
- 上野東照宮
- 根津神社
- 東天紅

## 外部サイト
- サンウッド
- 東急不動産
- 東京建物
- 台東区のマンション（ルネッサンスタワー上野池之端）

座標: 北緯35度42分50.9秒 東経139度46分3.1秒 / 北緯35.714139度 東経139.767528度